# Kincses
Kincses (ukránul: Кінчеш [Kincses]) falu Ukrajnában, Kárpátalján, az Ungvári járásban.

## Fekvése
Kincses Ungvártól délre, Kereknye és Baranya között terül el.

## Története
A trianoni béke előtt területe Ung vármegye Ungvári járásához tartozott. Ekkor Csehszlovákiához csatolták. A település a Kincses-tanyából fejlődött ki a csehszlovák korszakban (Kinčes), amikor az ukrán telepeseknek iskolát nyitottak. 1938–44 között visszakerült Magyarországhoz.
1945-ben Szovjetunióhoz csatolták a települést. 1991 óta Ukrajnához tartozik. 2020-ig közigazgatásilag Kereknyéhez tartozott.

## Népesség
- 1989 – 235 fő, magyar 130 fő

A népesség anyanyelv szerinti megoszlása a teljes népesség %-ában (2001)

## Külső hivatkozások
- SzSzKSz topográfiai térképe
- Ung vármegye domborzati térképe és leírása
- Ung vármegye közigazgatási térképe
- Magyarország helységnévtárai, 1873–1913